# L'Assiette de porcelaine
Pour plus de détails, voir Fiche technique et Distribution.
L'Assiette de porcelaine (The China Plate) est un court métrage d'animation américain, en noir et blanc de la série des Silly Symphonies réalisé par Wilfred Jackson, sorti le 25 mai 1931.

## Synopsis
Le film se déroule dans une assiette chinoise. Des sujets servent leur empereur et jouent de la musique pour lui, un chat danse avec des geishas. Profitant que l'empereur soit endormi, une jeune fille se lance à la poursuite d'un papillon.
Un peu plus loin dans la rivière, un jeune homme pêche en compagnie de son oiseau. La demoiselle tombe dans l'eau et le pêcheur la sauve. Ils repartent ensemble à la chasse au papillon, mais ce dernier se réfugie sur l'empereur qui n'apprécie pas le dérangement. S'ensuit un duel entre l'empereur et le pêcheur qui finit à l'avantage de ce dernier qui s'enfuit en poussette avec la jeune fille, l'empereur les poursuit dans une brouette.
Se cachant à proximité d'un dragon, les tourtereaux se débarrassent de l'empereur mais se voient poursuivis par le cracheur de feu. Ayant enfin réussi à se débarrasser de ce dernier adversaire, ils finissent tranquillement dans le bateau. 
Retour du film sur l'assiette.

## Fiche technique
- Titre original : The China Plate
- Titre français : L'assiette de porcelaine
- Série : Silly Symphonies
- Réalisateur : Wilfred Jackson
- Voix [1]: Walt Disney (rires du jeune pêcheur)
- Animateur[1] : Joe D'Igalo, Johnny Cannon, Jack Cutting, Frenchy de Trémaudan, Rudy Zamora, Dick Lundy, Ben Sharpsteen, David Hand, Jack King
- Décor : Emil Flohri, Carlos Manriquez
- Producteur : Walt Disney
- Société de production : Walt Disney Productions
- Distributeur : Columbia Pictures
- Date de sortie : 23 mai[2] ou 25 mai[3] 1931
  - Date annoncée : 23 mai 1931
  - Dépôt de copyright : 16 mai 1931
  - Date de livraison : 16 mai 1931
- Format d'image : Noir et blanc
- Son : Mono (Cinephone[3])
- Musique [1]: Frank Churchill
  - Extrait d'In a Chinese Tea Room de Otto Langey, pour l'introduction
  - Erirus (1910) de George J. Trinkaus
  - In a Chinse Temple Garden (1925) d'Albert William Ketèlbey
  - Storm, or Fire Music (1922) de Herbert E. Haines
- Durée : 7 min 27 s
- Pays de production :  États-Unis

## Commentaires
Dans une scène du film, Wilfred Jackson a repris l'idée du chat qui sert d'instrument de musique, déjà utilisée dans La Danse macabre (1929).
Un dessin animé basé sur le même thème a été proposé en 1937 sous le nom Japanese Symphony mais ne fut jamais réalisé.